# Fritz Steinbach

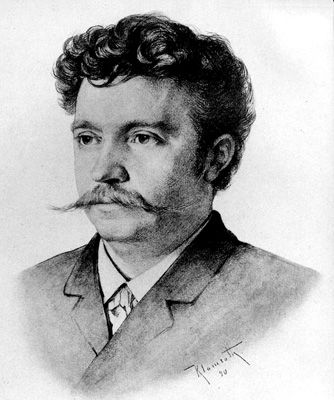
Fritz Steinbach

Fritz Steinbach (* 17. Juni 1855 in Grünsfeld; † 13. August 1916 in München) war ein deutscher Dirigent und Komponist.

## Leben
Fritz Steinbach stammte aus einer Badener Musikerfamilie. Er studierte am Leipziger Konservatorium und in Wien bei Martin Gustav Nottebohm (Theorie und Kontrapunkt) und Anton Door (Klavier). Er war von 1874 bis 1878 Stipendiat der Frankfurter Mozart-Stiftung. Nachdem er zunächst als Komponist gearbeitet hatte, begann er 1879 seine Laufbahn als Dirigent in Mainz als 2. Kapellmeister. Anschließend war er als Lehrer für Komposition und Kontrapunkt am Hoch’schen Konservatorium in Frankfurt am Main tätig. Steinbach hatte ursprünglich noch eine Komponisten-Laufbahn angestrebt, etablierte sich jetzt aber mehr und mehr als Dirigent.

### Meininger Hofkapellmeister
1886 übernahm Fritz Steinbach für 17 Jahre von Richard Strauss die Hofkapelle in Meiningen als Hofkapellmeister, das zuvor Hans von Bülow von 1881 bis 1885 zu einem Eliteorchester formte. In Meiningen arbeitete Fritz Steinbach eng mit Johannes Brahms zusammen, der von 1881 bis 1896 insgesamt 15 mal zu Gast bei Herzog Georg II. und der Hofkapelle war. Steinbach entwickelte sich so zum bekanntesten Brahms-Dirigenten, der die Werke von Brahms mit großem Abstand am meisten aufführen ließ. Er baute damit die gute Stellung Brahms in der Konzertwelt weiter aus und begründete eine besondere, bis heute andauernde Brahms-Pflege in der Stadt Meiningen.

Die Meininger Hofkapelle mit Dirigent Fritz Steinbach 1899

Steinbach strebte die Profilierung der Residenzstadt Meiningen zu einer Brahms-Stadt nach dem Vorbild von Bayreuth an, das den Bau einer Brahms-Konzerthalle mit angeschlossenem Konservatorium beinhaltete. Er initiierte zu diesem Zweck 1895, 1899 und 1903 drei erfolgreiche, auf die Werke von Brahms zugeschnittene Meininger Landesmusikfeste von Sachsen-Meiningen, die zahlreiche Brahms-Kenner anzogen und große Beachtung in der europäischen Musikwelt fanden. 1895 war Johannes Brahms als Ehrengast selbst anwesend. Unter der Leitung von Fritz Steinbach ging das Orchester ab 1897 wieder auf Tournee und gab 297 Gastspiele in 85 Städten in der Schweiz, in Holland, Dänemark, England und Böhmen. An der Errichtung des ersten deutschen Denkmals für Brahms, 1899 vom Bildhauer Adolf von Hildebrand in Meiningen erbaut, war Steinbach maßgeblich beteiligt.
Prägend für seine Amtszeit wurden große chorsinfonische Konzerte unter Einbeziehung von Ensembles aus dem gesamten Herzogtum. Steinbach dirigierte 1890 die Meininger Erstaufführung von Johann Sebastian Bachs Matthäus-Passion. Mit seiner Edition der Brandenburgischen Konzerte leistete er einen Beitrag zur Bachpflege.

### Wechsel nach Köln

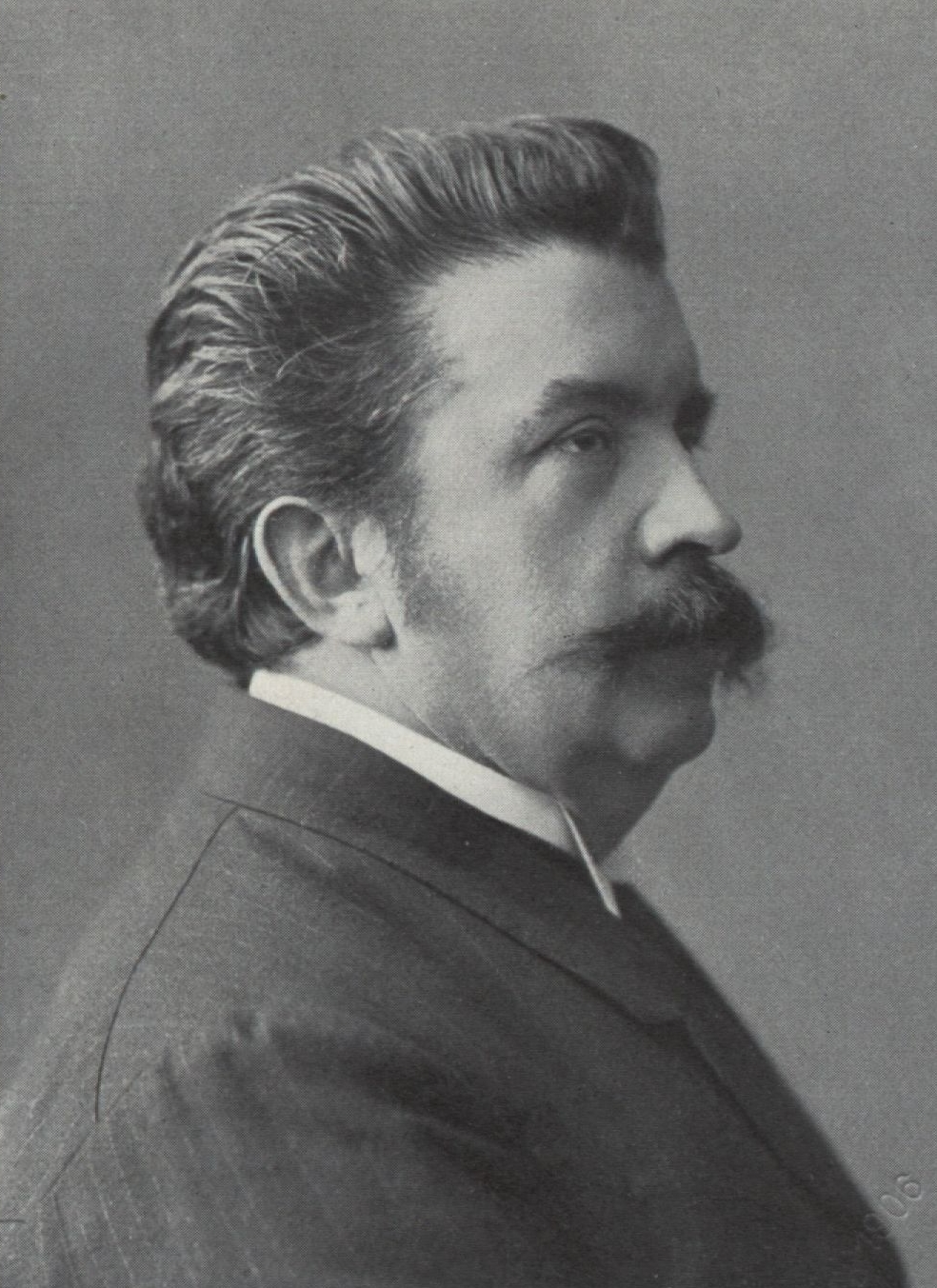
Fritz Steinbach auf einer Fotografie aus Köln

Seine Pläne für ein Konservatorium scheiterten. Erst 2021 wurde in Meiningen eine Musikschule zum Max-Reger-Konservatorium erhoben, das allerdings nach einem seiner Nachfolger, Max Reger benannt ist.
Fritz Steinbach wechselte Anfang 1903 zum Gürzenich-Orchester nach Köln und wurde zum Direktor des Kölner Konservatoriums. Dort lehrte er bis Juli 1914 Komposition und Orchesterleitung. Zu seinen Schülern zählten unter anderem Alfred Hoehn, Hans Knappertsbusch, Fritz Busch, dessen Bruder Adolf Busch, Eduard Zuckmayer und Franz Mittler.

### München
Fritz Steinbach zog sich später nach München zurück, wo er 1916 an einem Herzinfarkt starb. Seine Grabstätte auf dem Münchner Waldfriedhof wurde eingeebnet. Er war Mitglied der Mainzer Freimaurerloge Die Freunde zur Eintracht.
Fritz Steinbachs beherztes Wirken für Johannes Brahms und für die spätromantische Konzertkultur des 19. und 20. Jahrhunderts findet man heute nur noch in wenigen Dokumenten. In den Meininger Museen sind jedoch noch Konzertprogramme und weitere Quellen zu seiner Orchesterarbeit erhalten. Ein weiterer Nachlass von ihm wird in der Universitätsbibliothek Basel verwahrt.

## Werke (Auswahl)
- Opus 1, Drei Lieder für eine Singstimme mit Begleitung des Pianoforte
- Opus 2, König Schild von H. Köpert. Ballade für eine Bass-Stimme mit Begleitung des Pianoforte
- Opus 3, Vier Klavierstücke:
  - No. 1 Träumen und Wachen
  - No. 2 Fröhliches Beginnen
  - No. 3 Minnesang
  - No. 4 Unter der Linde.
- Opus 4, Ständchen: „Leise rauscht es in den Bäumen“ für Baryton mit Begleitung des Pianoforte
- Opus 5, Vier Lieder von Ernst Veit für eine Singstimme mit Pianoforte-Begleitung
- Opus 7, Septett A-Dur für Oboe, Klarinette, Horn, Violine, Viola, Violoncello und Klavier, Verlag Schotts Söhne, Mainz, 1882.
- Opus 8, Lieder und Gesänge für eine Singstimme mit Begleitung des Pianoforte
- Opus 9,  Lieder und Gesänge für eine Singstimme mit Begleitung des Klaviers
- Opus 10, Errungen-Ersungen, Cyclus von Liedern und Gesängen für eine Singstimme mit Begleitung des Pianoforte